# Siège Rai d'Ancône
 (décembre 2019).
Si vous disposez d'ouvrages ou d'articles de référence ou si vous connaissez des sites web de qualité traitant du thème abordé ici, merci de compléter l'article en donnant les références utiles à sa vérifiabilité et en les liant à la section « Notes et références ».
Le siège Rai d'Ancône (en italien Sede Rai di Ancona) est l'une des 21 directions régionales du réseau Rai 3, émettant sur la région de le Marches et basée à Ancône.

## Histoire
Le siège Rai de Ancône situé en rue Leopardi est créé en 1938 . En 1944 avant le passage du front, les émetteurs sont transférés
a Bologne. Après le passage du front, ils retournent à Ancône le 11 septembre 1944. En 1945 le siège se déplace en rue Asiago  jusqu'en octobre 1956 quand il transféré au 1, Place de la République au Palais Trionfi.

## Émissions régionales
- TGR Marche : toute l'actualité régionale diffusée chaque jour de 14h00 à 14h20, 19h30 à 19h55 et 00h10
- TGR Meteo : météo régionale, remplacé par Rai Meteo Regionale le 3 juin 2018
- Buongiorno Regione (en français « Bonjour Région ») : toute l'actualité régionale diffusée chaque jour du lundi au vendredi de 7h30 à 8h00, il n'est pas diffusé en été.